# Miguel Pereira Forjaz de Lacerda

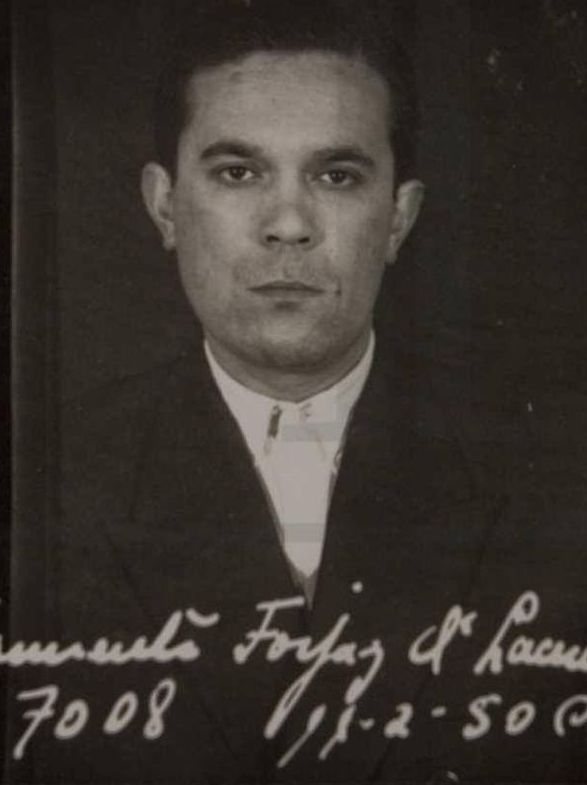

Miguel Pereira Sarmento Forjaz de Lacerda
 foi um resistente anti-fascista, nasceu a 28.12.1913 na Figueira da Foz e faleceu no Porto a 20.4.1993.    Descendente de uma importante família aristocrática dos Açores,  filho do prof. Miguel Nuno Álvares Pereira Sarmento Forjaz de Lacerda, natural de Angra ( descendente de João Pereira Forjaz de Lacerda), natural de Angra do Heroísmo e de sua mulher Adélia Augusta Gonçalves de Morais e Castro natural de Chaves.   
Técnico de contas (D.G.C.L.), foi director da Cooperativa "O Problema da Habitação". 
Em 1942 entrou para o PCP, onde teve um papel importante no relacionamento do partido. Esteve na clandestinidade vários anos e chegou a fazer parte, como suplente, do Comité Central a que pertenciam entre outros Álvaro Cunhal, Dias Lourenço e Piteira Santos. 
Foi preso a 14 de Junho de 1945, no lugar de Guarda, freguesia de Moreira da Maia, concelho da Maia, numa casa onde se encontrava a sede ilegal do Comité Local do Porto do PCP.
Pertencia a uma família muito politizada, com vários intervenientes na luta política activa: a esposa Armanda da Conceição Silva Martins, os cunhados José Augusto [08/10/1912-1956] e Júlio da Conceição Silva Martins eram importantes quadros e dirigentes do Partido Comunista; o tio materno Amílcar Gonçalves de Morais e Castro [n. 22/05/1896], casado com Irene Fernandes Morais Castro [05/09/1895-28/07/1975] que teve um papel relevante na Delegação do Porto da AFPP, primo de Armando, Raúl e Amílcar de Castro, cujas esposas, respectivamente Maria Virgínia Castro, Maria Carolina Campos e Maria Adelaide Lima Oliveira Ribeiro, eram igualmente sócias da mesma associação; as cunhadas Helena Maria e Maria Lucília da Silva Martins eram também sócias da Associação Feminina Portuguesa para a Paz .